# Brønnøysund
Brønnøysund è una città norvegese sede amministrativa e centro principale del comune di Brønnøy, nella contea di Nordland. Il titolo di città le è stato conferito nel 2000.
Nel 1923 divenne comune autonomo, all'epoca aveva 1 255 abitanti, nel 1964 venne fusa con i comuni di Brønnøy, Velfjord e parte del comune di Bindal.
La città è servita da un proprio aeroporto, l'aeroporto di Brønnøysund.